# Coalla (Burkina Faso)
Coalla es una localidad rural de Burkina Faso, chef-lieu del departamento homónimo en la provincia de Gnagna de la región Este.
En 2006 tenía una población de 1385 habitantes.
El pueblo se ha desarrollado como pequeño centro de servicios en un departamento en el que no hay ninguna ciudad. El pueblo alberga, además de servicios administrativos, un centro de sanidad y promoción social.
Se ubica en una zona de sabana sudanesa a orillas del río Faga, unos 50 km al noreste de la capital provincial Bogandé, cerca del límite con la región del Sahel.